# سایوز تی‌ام-۱۸
سایوز-تی‌ام-۱۸ (به روسی: Союз )(به معنای اتحاد) هجدهمین مأموریت سرنشین دار سازمان ملی فضانوردی روسیه به سمت ایستگاه فضایی میر محسوب می شود. در طول این ماموریت ۳ فضاپیمای پشتیبانی پروگرس به ایستگاه متصل شد. والری پلیاکوف پزشک فضانورد روسی که در این مأموریت به فضا پرتاب شد توانست با ماندن ۴۳۷روز و ۱۸ساعت به صورت پیوسته در فضا رکورد خارق العاده ای به جا بگذارد که تاکنون و بعد از گذشت بیش از ۹ هزار روز کسی موفق به شکستن رکورد او نشده است.

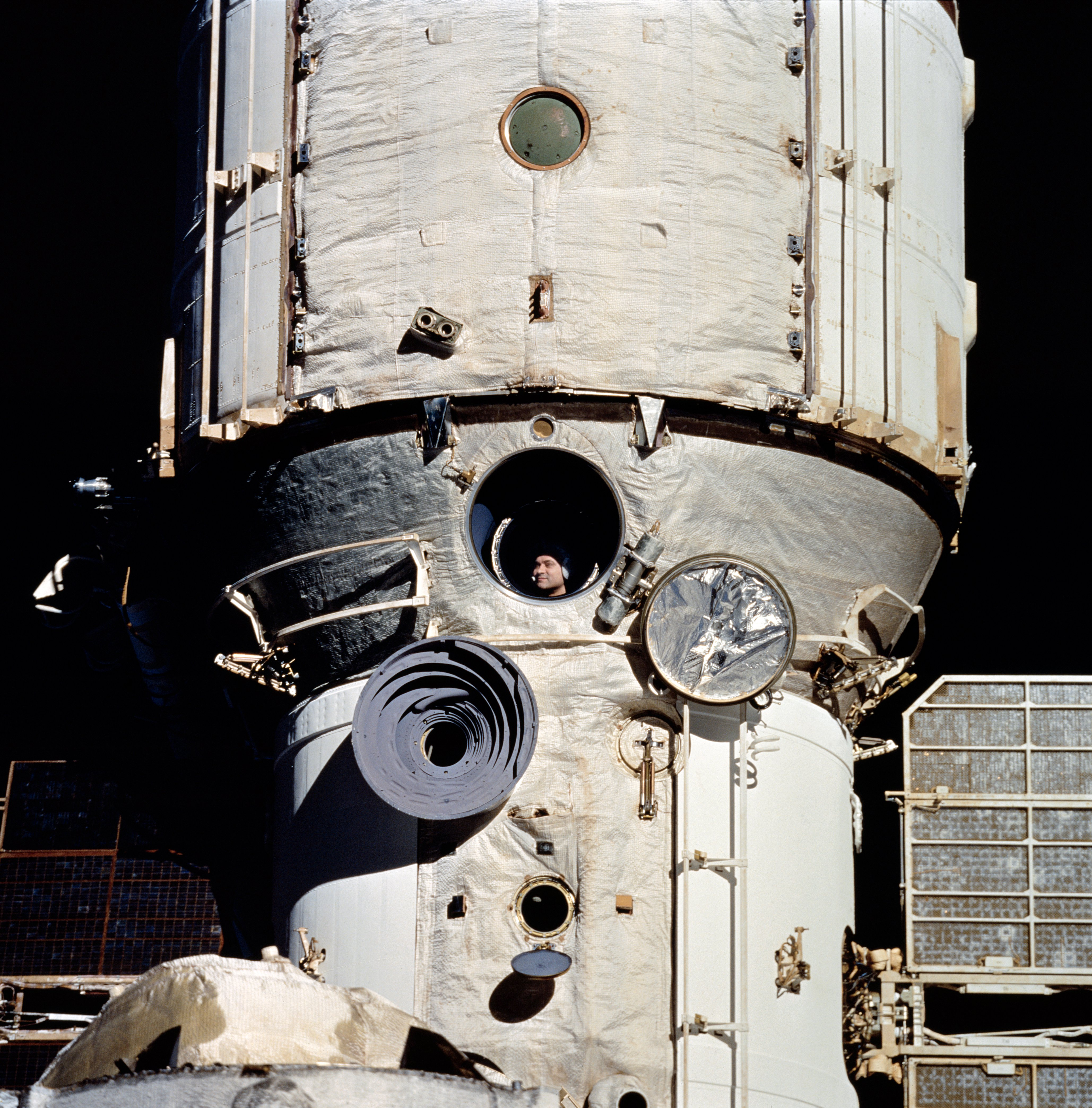
دکتر والری پلیاکوف از یکی از پنجره‌های ایستگاه فضایی میر در حال نظارت بر پهلوگیری اس‌تی‌اس-۶۳ با ایستگاه است (۱۸ دی ۱۳۷۲).

## خدمه مأموریت
| شماره | نام                         | ملیت  | تعداد پرواز | نقش عملیاتی  | تصویر |
| ۱     | ویکتور میخائیلوویچ آفاناسیف | روسیه | ۲           | فرمانده      |       |
| ۲     | یوری اوساچوف                | روسیه | ۱           | مهندس پرواز  |       |
| ۳     | والری پلیاکوف               | روسیه | ۲           | پزشک فضانورد |       |